# Monte Cetona (area protetta)
L'area naturale del Monte Cetona in Toscana è riconosciuta come sito di interesse comunitario per i suoi aspetti geologici, faunistici, floristici e vegetazionali.

## Ambiente

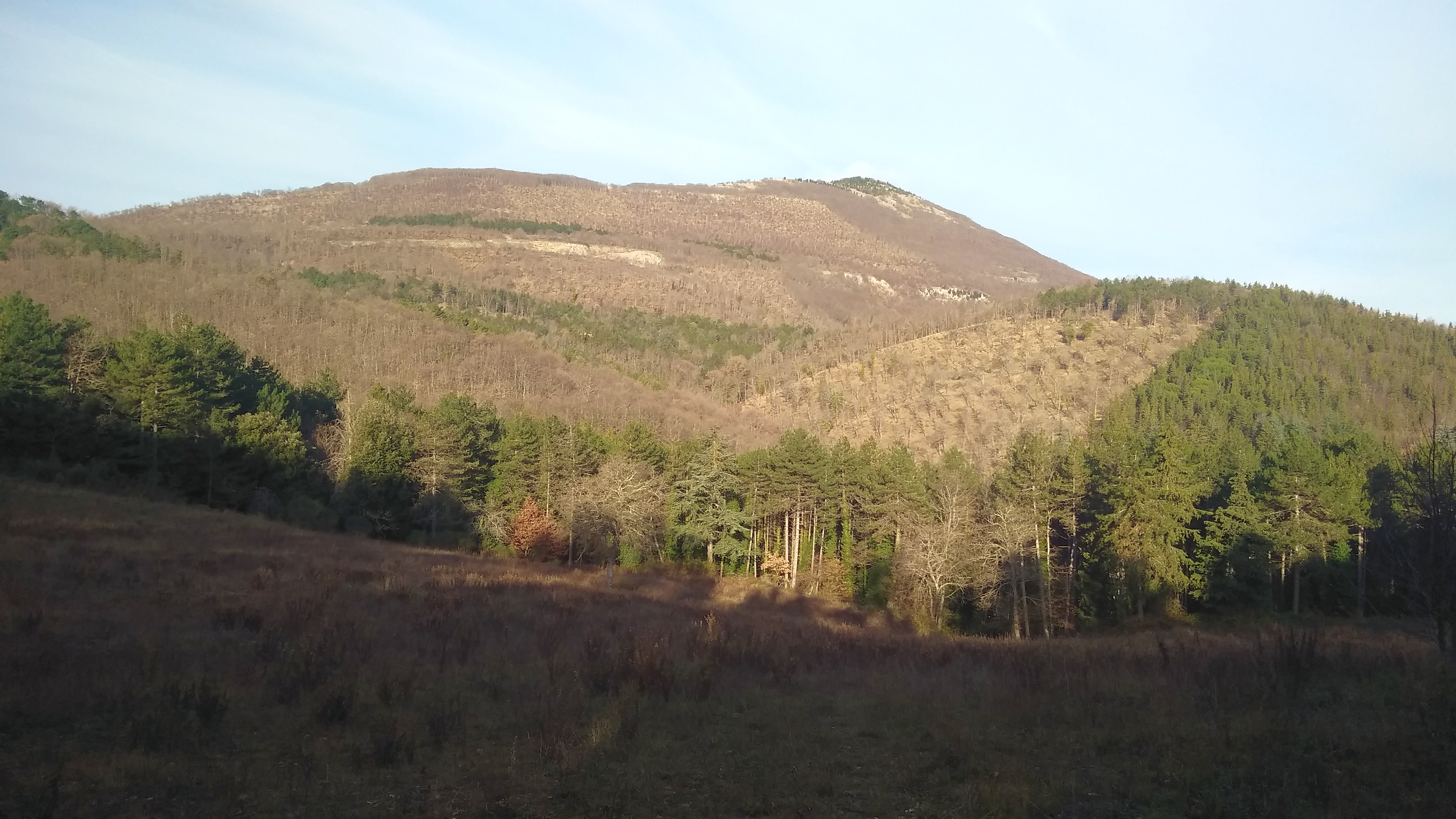
Il versante orientale con l'alternanza tra boschi di conifere e latifoglie

Il SIC comprende un'area di 1604 ettari attorno al Monte Cetona, una montagna dell'Antiappennino toscano collocata tra la val d'Orcia e la val di Chiana. Si tratta in generale di un'area di elevato valore naturalistico e scarsamente disturbata dalle attività umane. Buona parte del SIC è costituito da aree forestali, ma esistono anche superfici erbose aperte.

## Flora

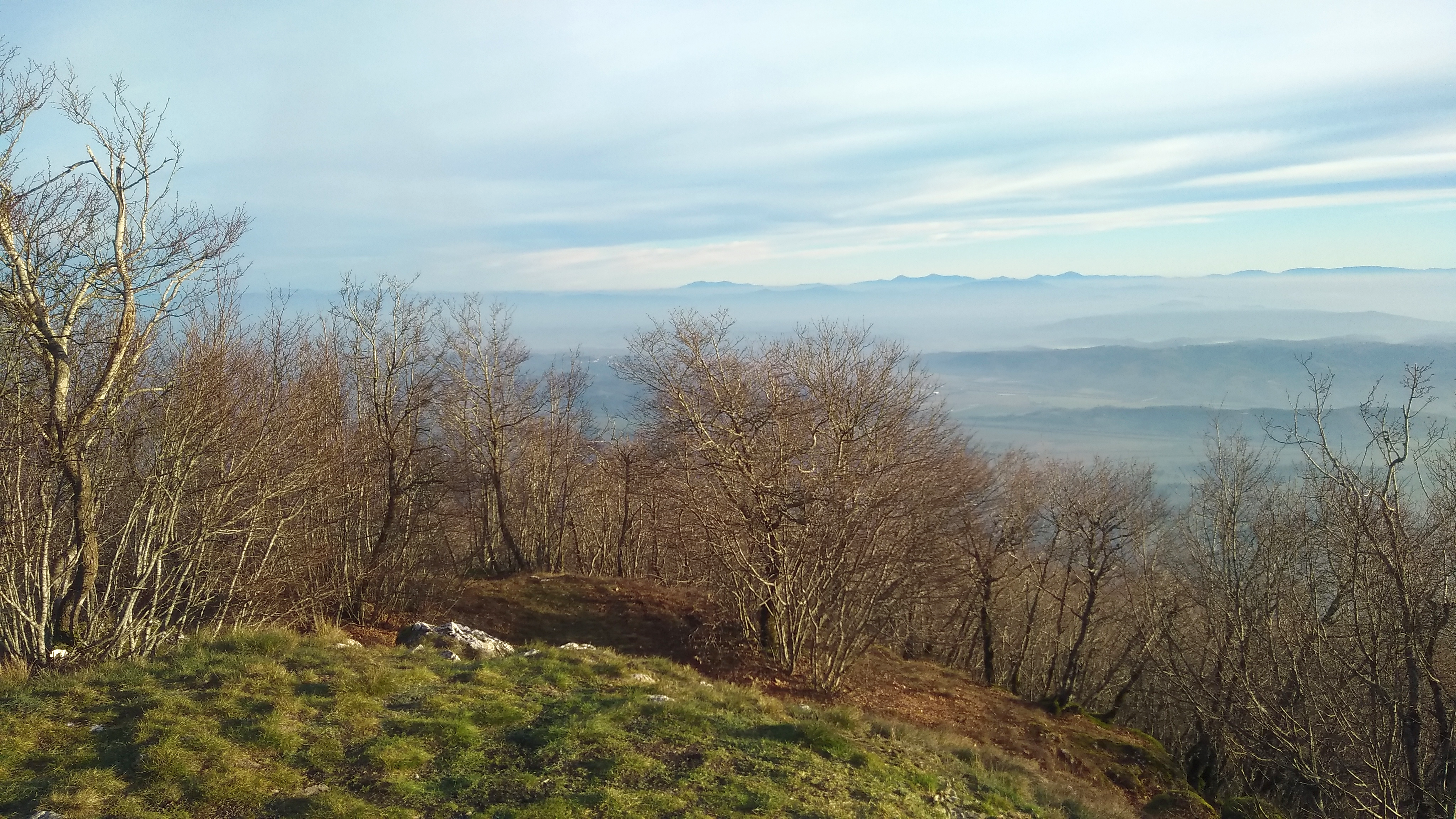
Vista invernale dei boschi del Monte Cetona

Il SIC è caratterizzato da vaste faggete, boschi misti di aceri e tigli e anche da zone a conifere quali Pinus nigra Notevole è la presenza di numerose specie di orchidee. Interessanti sono anche gli aspetti fitogeografici; nell'area del Monte Cetona sono presenti varie specie endemiche dell'Appennino, e una rappresentanza di specie balcaniche piuttosto rare nel resto dell'Italia.

## Fauna
La fauna del SIC è ricca e differenziata in particolare per quanto riguarda gli invertebrati. Tra i taxa rilevanti si segnala la grande quantità di specie (almeno 95) di lepidotteri ropaloceri che vivono nel sito, alcune delle quali comprese tra quelle la cui sopravvivenza è seriamente minacciata, come Zerynthia polyxena, Pieris ergane, Argynnis pandora e  Maculinea arion. L'habitat di varie di queste specie sensibili è costituito dalle praterie calcicole, la cui estensione tende a ridursi a causa dell'abbandono del pascolamento e dalla conseguente espansione delle aree boschive. Tra i coleotteri è segnalata la presenza di Rosalia alpina. Molto interessante sono anche le specie di molluschi presenti nell'area del Mente Cetona, mentre la rappresentanza faunistica relativa ai vertebrati è abbastanza simile a quella delle zone circostanti. Prevalgono le specie legate all'ambiente boschivo; di un certo interesse è la nidificazione del falco pecchiaiolo, un rapace la cui presenza altrove risulta in fase di regressione.